# Dia Mundial sense Tabac
El Dia Mundial sense Tabac se celebra cada any el 31 de maig. El seu objectiu és animar tots els ciutadans del món a dur a terme un període d'abstinència de 24 hores de totes les formes de consum de tabac. Més enllà d'aquest objectiu, la celebració d'aquest dia mundial vol conscienciar sobre els efectes negatius que té el tabac en la salut i el fet que el seu consum estigui tan estès. Cada any moren més de 7 milions a tot el món pel consum de tabac, entre ells 890.000 fumadors passius, persones que no fumen però que estan exposades al fum.
Els estats membres de l'Organització Mundial de la Salut (OMS) van crear el Dia Mundial sense Tabac el 1987. Aquest dia mundial genera entusiasme i al mateix temps resistència en governs, organitzacions de salut pública, fumadors, productors i la indústria de tabac.